# Erik Brun
Erik Belton Evers Brun (3. oktobar 1928 – 1. april 1986) bio je danski baletan, koreograf, umetnički voditelj, glumac i autor.

## Detinjstvo i mladost
Erik Brun je rođen u Kopenhagenu u Danskoj, kao četvrto dete i prvi sin Elen (devojački Evers), vlasnice frizerskog salona, i treće dete Ernsta Bruna. Njegovi roditelji su se venčali neposredno pre njegovog rođenja. Brun je počeo da trenira sa Kraljevskim danskim baletom kada mu je bilo devet godina, a svoj neslužbeni debi napravio je na pozornici Kraljevske opere u Kopenhagenu 1946, plešući ulogu Adonisa u baletu Haralda Landera Torvaldsen.

## Karijera
U grupu je primljen na trajno 1947. kad je imao osamnaest godina. Brun je prvo od svojih čestih odsustava iz danske grupe uzeo 1947. godine, plešući šest meseci sa kratkoživućim Metropolitanskim baletom u Engleskoj, gde je formirao svoje prvo veliko partnerstvo, sa bugarskom balerinom Sonjom Arovom. U proleće 1948. vratio se u Kraljevski danski balet i unapređen u solistu 1949. godine, što je najviši nivo plesača u danskom baletu. Kasnije 1949, ponovo je uzeo odsustvo i pridružio se Američkom baletnom teatru u Njujork Sitiju, gde će redovno plesati tokom narednih devet godina, iako je njegovo matično društvo i dalje bio Kraljevski danski balet.
Prekretna tačka u Brunovoj međunarodnoj karijeri dogodila se 1. maja 1955. godine njegovim debijem u ulozi Albrehta u Žizeli s partnerkom Alisijom Markovom, koja je bila skoro dvadeset godina starija, u matineu sa Baletnim tearom u Njujorku, nakon samo tri dana probi. Predstava je izazvala senzaciju. Plesni kritičar Džon Martin, pišući u Njujork tajmsu, nazvao je to „datumom koji će ostati zapisan u istorijskim knjigama, jer je to bilo kao da najbolja Žizela današnjice predaje sveto poverenju onom što će verovatno biti najbolji Albreht sutrašnjice.” U članku pod naslovom „Matine koji je ušao u istoriju” u Dans njuzu u junu 1955. godine, P. V. Mačester je napisao:

Tehnički zahtevna, uloga Albrehta nije izvan sposobnosti bilo kog kompetentnog plesača, a Erik Brun je beskrajno više od toga; on je verovatno najsvestranije nadaren muški plesač današnjice, sa besprekorno čistom tehnikom koja se ostvaruje samo kombinacijom enormnog talenta i korektnog dugotrajnog treninga od malih nogu ... Ako je njegov ples bio veličanstven, a bio je, njegovo partnerstvo i plesanje sa Markovom nije bilo ništa manje. Rezultat je bio jedan od onih elektrifikujućih nastupa kada su svi u publici i na pozornici svesni da se nešto izvanredno događa.

Brun je formalno napustio Danski balet 1961. godine, do tada je postao međunarodno poznat kao fenomen, iako je nastavio da povremeno igra sa kompanijom kao gostujući umetnik. U maju 1961. vratio se u Baletsko pozorište za njujoršku sezonu. U izdanju od 5. maja, časopis Tajm objavio je veliki članak o plesaču i njegovoj umetnosti:
Kod kuće Brun (32) je idol Kraljevskog danskog baleta, gde je uneo novi život u klasične uloge rezervisane za premijernog plesačkog plemića. Njegovi tehnički akreditivi uključuju fini dramski osećaj i sposobnost da skače sa visokom gracioznošću, da se okreće mačjom brzinom i fluidnošću na zemlji ili u vazduhu, da projektuje emocije živopisnim pokretima ruku, nogu i tela. Ali Brun je odavno postao svestan da „tehnika nije dovoljna”, a izuzetan je po osećaju napetosti koji može da prenese samim svojim prisustvom. Staložen i doteran (5 stopa 7 inča, 140 lbs), on nekako privlači publiku obećanjem akcije pre nego što otpleše korak... Dok se Bruhn sve više približava svom vrhuncu, on provodi nemirne noći pregledajući uloge u svom umu. On ima iznenađujuće malo sujete koja podstiče većinu izvođača; on ne želi da publika plaća, kaže, „samo da me vidi kako skačem“. Štaviše, radije bi „bio loš u dobrom baletu nego bio sjajan u lošem baletu“. Ali biti sjajan u dobrom baletu? Da biste to uradili, kaže Erik Brun, „važno je, čak i ako ste igrali ulogu prethodne noći, pomislite: 'Ovo je prvi put da će se ovo dogoditi.'”

## Lični život
Brun je upoznao Rudolfa Nurejeva, proslavljenog ruskog plesača, nakon što je Nurejev prebegao na Zapad 1961. Nurejev je bio veliki Brunov obožavalac, pošto je gledao snimljene predstave Danca na turneji u Rusiji sa Američkim baletskim pozorištem, iako su stilski dva igrača bila veoma različita. Brun je postao velika ljubav Nurejevog života i njih dvoje su ostali bliski 25 godina, sve do Brunove smrti.

## Smrt
Brun je umro u Opštoj bolnici u Torontu 1. aprila 1986. u 57. godini. Njegova smrt je pripisana raku pluća. Međutim, prema Pjeru-Anriju Verlaku, moguće je da je umro od AIDS. Sahranjen je u neobeleženoj grobnici na groblju Mariebjerg u Gentoftu, bogatom severnom predgrađu Kopenhagena, u blizini kuće u kojoj je odrastao.
Klajv Barns je proglasio Bruna „najvećim muškim klasičnim plesačem svog vremena“ kada se Brun penzionisao 1972. U znak zahvalnosti za Brunova dostignuća objavljena u Njujork tajmsu ubrzo nakon njegove smrti, plesni kritičar Ana Kiselgof je izjavila:
On je bio, dakle, uzor savršenstva kao igrač – precizan u svakom koraku, lepo postavljen, virtuozni tehničar, plemenit u držanju, elegantan u svakom gestu. Njegova linija je bila izvanredna, njegovi udarci nogu – nasleđe njegovog danskog treninga – neverovatni. Bio je jedan od retkih plesača koji su mogli da sruše kuću jednostavnim izvođenjem niza entrečata kao Džejms u La Silfidi. Koraci, ma koliko bili briljantno izvedeni, uvek su bili deo dubljeg koncepta, deo karakterizacije. Erik Brun je bio potpuni igrač – daleko od visoko specijalizovanog umetnika za koga su ga često predstavljali... Njegov moralni primer ostatku baleta dolazio je kroz koncentraciju i ozbiljnost sa kojom se posvećivao svakoj ulozi.
Brun je autor dela Izvan tehnike sa fotografijama Freda Fehla (1968, ponovo izdato kao br. 36 „Plesnih perspektiva“ i 1973), a sa Lilijan Mur je koautor Bournonville and Ballet Technique: Studies and Comments on August Bournonville's Etudes Choregraphiques (196, ponovo štampano 2005). On je bio tema knjige Erik Bruhn: Danseur Noble (1979) Džona Gruena, koja je napisana uz njegovu saradnju i delimično zasnovana na opsežnim intervjuima. Biografija na danskom iz 2008. autora Aleksandra Majnerca, Erik Bruhn – Billedet indeni (Slika izutar), tek treba da bude prevedena na engleski.
Brun je posthumno dobio priznanje 1987. za „uzoran doprinos Kanadi i njenoj kulturi“ kao prvi dobitnik godišnje Pagurske nagrade za izvrsnost u umetnosti.

## Nasleđe
U skladu sa svojim testamentom, Brun je ostavio deo svog imanja za osnivanje Nagrade Erik Brun, odajući priznanje plesačima iz tri kompanije sa kojima je bio najbliži: Kraljevskog danskog baleta, Američkog baletskog pozorišta i Nacionalnog baleta Kanade, od kojih je svaka pozvana da pošalje po jednog igrača i jednu igračicu na takmičenje koje se održava u Torontu, Ontario, Kanada. Brun je precizirao da će nagrada biti dodeljena paru mladih plesača koji „oslikavaju takvu tehničku sposobnost, umetničko dostignuće i posvećenost koju sam nastojao da unesem u ples“. Takmičari za nagradu su uzrasta od 18 do 23 godine i biraju ih umetnički direktori. Za takmičenje, svaki plesač nastupa u klasičnom pas de deux i varijacijama, i savremenom pas de deux ili solo delu.
Prva nagrada Erik Brun dodeljena je 1988.

## Literatura
- "Danseur Noble" Архивирано на веб-сајту  (21. јул 2013). Time. 5 May 1961
- "The High & the Mighty" Архивирано на веб-сајту  (24. август 2013). Time. 10 December 1965
- Review of Giselle video (1969)
- "Lady of the Still Point" Архивирано на веб-сајту  (26. август 2013). Time. 14 July 1975
- "Erik Bruhn's Syphide at Ballet Theater". The New York Times. 26 May 1983
- Erik Bruhn – "Epitome of the Danseur Noble". The New York Times. 13 April 1986

## Spoljašnje veze
- Erik Brun na sajtu  (jezik: engleski)